# Modus (seriál)
Modus je švédský televizní seriál s kriminální zápletkou. Seriál o pátrání po sériovém vrahovi byl natočen podle knihy Frukta inte autorky Anne Holt. Premiérově byl vysílán od 23. září 2015 do 11. listopadu 2015.

## Děj
Inger Johanne Vik pracuje jako kriminální psycholožka. Po svém pobytu v USA, kde pracovala pro FBI, se vrátila zpět do rodného Švédska, aby se ve Stockholmu věnovala akademické kariéře na Stockholmské univerzitě. Má dvě dcery, starší z nich, Stina, je autistka a stala se jediným svědkem vraždy ve stockholmském hotelu, kde rodina přespávala. Poté, co je zavražděna v Uppsale farářka Elisabeth Lindgren, Inger musí svou dceru ochránit a je nucena spolupracovat s policií, především s vyšetřovatelem Ingvarem Nymanem ze stockholmské státní policie. Mrtvých přibývá a všechny oběti spojuje stejná vlastnost. Není však zřejmé, pro koho nájemný vrah pracuje a u některých zavražděných vyplouvají na povrch skutečnosti z dávné minulosti.

## Obsazení
| Melinda Kinnaman   | Inger Johanne Vik  |
| Henrik Norlén      | Ingvar Nymann      |
| Marek Oravec       | Richard Forrester  |
| Simon J. Berger    | Isak Aronson       |
| Esmeralda Struwe   | Stina Vik          |
| Lily Wahlsten      | Linnéa Vik         |
| Krister Henriksson | Erik Lindgren      |
| Cecilia Nilsson    | Elisabeth Lindgren |
| Johan Widerberg    | Lukas Lindgren     |
| Ellen Mattsson     | Astrid Friberg     |
| Magnus Roosmann    | Magnus Ståhl       |
| Peter Jöback       | Rolf Ljungberg     |
| Josefine Tengblad  | Sophie Dahlberg    |
| Julia Dufvenius    | Isabella Levi      |
| Siw Erixon         | Kerstin Vik        |
| Simon Norrthon     | Lennart Carlsson   |
| Liv Mjönes         | Patricia Green     |
| Alexandra Rapaport | Ulrika Sjöberg     |
| Suzanne Reuter     | Viveka Wallin      |
| Annika Hallin      | Hedvig Nyström     |
| Björn Andersson    | Alfred Nyman       |
| Anki Lidén         | Gunilla Larsson    |
| Per Ragnar         | Hasse              |
| Eva Melander       | Marianne Larsson   |
| Chatarina Larsson  | Elsa               |
| Mårten Klingberg   | Tobias Faber       |